# Gare de Cugand
Gare de Cugand – przystanek kolejowy w Cugand, w departamencie Wandea, w regionie Kraj Loary, we Francji. Jest zarządzany przez SNCF (budynek dworca) i przez RFF (infrastruktura). 
Przystanek jest obsługiwana przez pociągi TER Pays de la Loire. 

## Położenie
Znajduje się na linii Clisson – Cholet, w km 4,042, między stacjami Clisson i Boussay - La-Bruffière, na wysokości 51 m n.p.m.

## Linie kolejowe
- Clisson – Cholet